# مدهور مستقبل أندروجين انتقائي
مدهورات مستقبلات الأندروجين الانتقائية (بالإنجليزية: selective androgen receptor degrader أو downregulator)‏ ومختصرها (SARD) هو نوع من الأدوية التي تتفاعل مع مستقبلات الأندروجين (AR) بحيث يتسبب في تدهور مستقبلات الأندروجين وبالتالي تقليله. هذه الأدوية قيد الدراسة والبحث لعلاج سرطان البروستات والأمراض الأخرى المعتمدة على الاندروجين.
ولغاية عام 2017، يتم تطوير ثنائي ميثيل الكركومين (ASC-J9)، وهو مدهور مستقبلات أندروجين انتقائي لعلاج حب الشباب.